# Kršćanski hip-hop
Kršćanski hip-hop, izvorno Gospel rap, kršćanski rap ili Gospel hip-hop, je vrsta hip-hop glazbe koja se služi kršćanskim temama. Samo tijekom 1990-ih, izraz Christian hip-hop opisivao je ovu vrstu glazbe. Dok su slušatelji uglavnom kršćani, glazba se također koristi u kršćanskim misijskim radovima u svrhu evangelizacije. Kršćanski rap/hip-hop izvođači su često kršćani koji često koriste svoju pozadinu za izražavanje svoje vjere.

## Pregled
Nekoliko popularnih hip-hop izvođača je odalo počast vjeri kroz tekstove i imidž, uključujući Tupaca Shakura, DMX-a, Kanyea Westa, Eminema, Drakea, Travisa Scotta, Juice WRLD-a i DaBabya, ali se obično ne smatraju kršćanskim hip-hop izvođačima i po temama stihova koji obično ne odražavaju duhovnu vjeru i često se njihov sadržaj kod kršćana smatra bogohulnim. Naravno, u zajednici kao takvoj su kršćani, ali takva se vrsta često koristi u misijama kako bi katehizirali "izgubljene duše". Kršćanski hip-hop izvođači često koriste njegovo urbano ili prigradsko podrijetlo u pozitivnom svjetlu sjedinjen u vjeri kako bi pozvali slušatelje kako bi slijedili njihov put.
Kršćanski hip-hop je obično više eksperimentalni hip-hop posao, tobyMac, KJ-52 i John Reuben uključuju nu metal i rapcore u svoje radove, često kombinirajući rap i pjevanje u vene R'n'B-a i pop glazbe. Popularne vrste glazbe koje se miješaju u hip-hopu su kršćanski pop, R'n'B, rock, metal, punk, reggae, funk i jazz. U nekim slučajevima, suradnja s pop izvođačima dovodi do miješanja rap pjesama s pop pripjevima ("Nuisance" Johna Reubena u duetu s Mattom Thiessenom iz pop punk sastava Relient K, ili pjesma KJ-52 "Are You Real?" u kojoj sudjeluje Jon Micah Sumrall iz rock sastava Kutless). KJ-52 i tobyMac su među najcjenjenijim umjetnicima u vrsti glazbe koja miješa hip-hop s različitim vrstama glazbe, iako je mix dobio nekoliko kritika od hip-hop čistunaca. Kanadski reper Fresh.I.E. bio je 2004. i 2006. nominiran za Grammyja za najbolji za najbolji album ove vrste glazbe.